# Todd Bridges

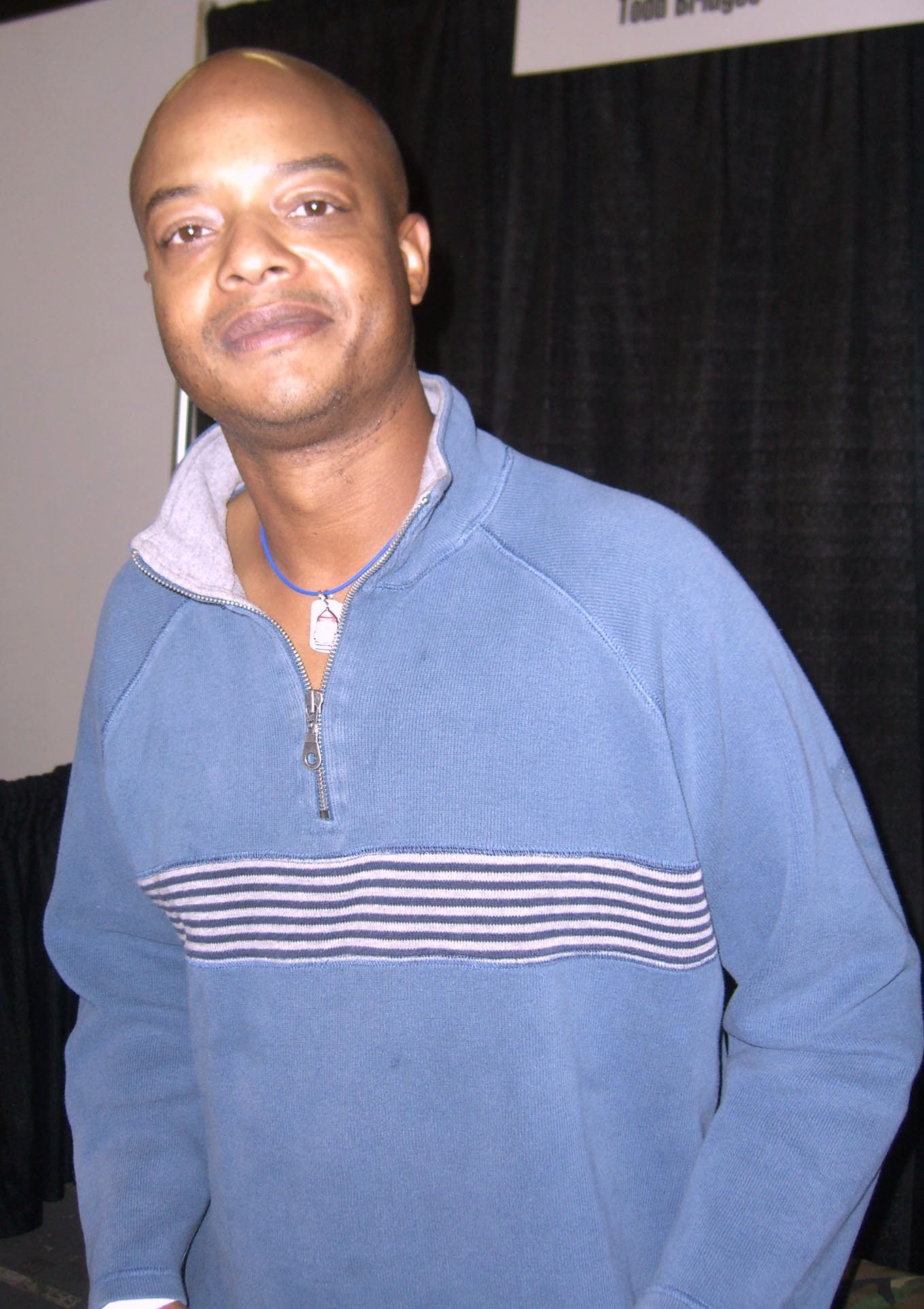
Todd Bridges (Oktober 2009)

Todd Anthony Bridges (* 27. Mai 1965 in San Francisco, Kalifornien) ist ein US-amerikanischer Filmschauspieler, Filmproduzent und Filmregisseur.

## Leben

### Jugend und Kindheit
Todd Bridges wurde als jüngstes von drei Kindern der Schauspielerin Betty A. Bridges und des Agenten James Bridges geboren und wuchs zusammen mit seinen Geschwistern Jimmy und Verda Bridges zunächst in San Francisco heran. Anfang der 1970er Jahre zog die Familie nach Los Angeles, um so den American Dream zu verwirklichen. Beide Eltern fanden rasch Arbeit in Hollywood und halfen in den kommenden Jahren dank ihrer guten Kontakte auch anderen, überwiegend afroamerikanischen Schauspielern, wie etwa Nia Long, Regina King und Lamont Bentley, zu teils internationalem Ruhm.

### Werdegang
Da Todd Bridges den ebenfalls schwarzen Schauspieler Redd Foxx verehrte, wollte er ihm nacheifern und ebenfalls Schauspieler werden. 1971, gerade sechs Jahre alt geworden, trat er in einem Werbespot für Jell-O erstmals vor die Kamera. In den kommenden Monaten und Jahren sollten bis zu 60 weitere Werbespots folgen. 1975 stand er in einer Episode der Fernsehserie Barney Miller auch erstmals als Schauspieler vor der Kamera. Bridges galt binnen kürzester Zeit neben Michael Jackson als der bekannteste und beliebteste afroamerikanische Kinderstar jener Zeit, der in Serien wie 1977 in Unsere kleine Farm, im selben Jahr in Die Waltons oder 1978 in Love Boat zu sehen war. 1978 bekam er eine der Hauptrollen in der Fernsehserie Diff'rent Strokes, in der er bis 1986 in knapp 170 Episoden an der Seite von Dana Plato und Gary Coleman zu sehen war.

### Gerichtsprozesse
Das Jahr 1986 sollte so etwas wie der Wendepunkt in seiner Biografie bedeuten. Als junger Erwachsener konnte er nur noch bedingt an die Erfolge als Kind anknüpfen. Mit Mitte 20 hatte er auch Probleme mit Drogen. 1988 wurde Bridges verhaftet. Man warf ihm vor, infolge eines geplatzten Drogendeals einen Mordversuch an Kenneth „Tex“ Clay, einem der bekanntesten Drogendealer in Los Angeles seiner Zeit, verübt zu haben. Verteidigt durch Staranwalt Johnnie Cochran konnte Bridges beweisen, am fraglichen Zeitpunkt nicht vor Ort gewesen zu sein, und wurde von allen Anklagepunkten freigesprochen.
1993 fand sich Bridges erneut vor Gericht wieder. In einem Streit über unbezahlte Miete sollte er laut Anklage seinen Untermieter David Joseph Kitchen mit einem Küchenmesser schwer verletzt haben. Da Kitchen jedoch mit einem Schwert zuerst Bridges attackiert hatte, befand das Gericht, dass Bridges aus Gründen der Selbstverteidigung zum Messer gegriffen habe und ließ ihn erneut frei.

### Weiteres Leben
In den 1990er Jahren stand Bridges überwiegend in Direct-to-Video-Produktionen vor der Kamera, ehe er zwischen 2007 und 2009 in 19 Episoden der Fernsehserie Alle hassen Chris vorübergehend wieder in einer bekannteren Produktion zu sehen war. Seit 2000 führt Bridges auch bei Spielfilmen Regie und produziert diese auch. Sein Debüt Building Bridges, welches er zusammen mit seinem Bruder Jimmy in Szene setzte, ist die Filmbiografie seines Lebens. Mit seinem Bruder gründete er auch die Filmproduktionsgesellschaft Little Bridge Productions.
Todd Bridges ist seit Mai 1998 mit der Schauspielerin Dori Bridges verheiratet. Das Paar hat zwei Kinder; ihr im Jahr 1998 geborener Sohn Spencir Bridges ist heute ebenfalls bereits als Schauspieler tätig.
Heute ist Todd Bridges neben seiner Karriere auch als Sozialarbeiter an Schulen unterwegs, um Kindern auf die Gefahren von Drogen aufmerksam zu machen.

## Filmografie (Auswahl)
- 1983: High School U.S.A. (High School U.S.A.)
- 2000: Ein dunkler Geist (The Darkling)
- 2005: I Got Five on It
- 2009: I Got Five on It Too
- 2012: Der Chaos-Dad (That's My Boy)